# Georg Vilhelm Baurenfeind
Georg Vilhelm Baurenfeind (døbt 16. november 1728 i Nürnberg – 29. august 1763 om bord på et skib mellem Mocha og Bombay) var en tysk kobberstikker virksom i Danmark.
Hans forældre var kejserlig notar i Nürnberg Michael Baurenfeind og Katharina Barbara Haffner. Han blev elev på Kunstakademiet i København hos kobberstikker Johan Martin Preisler, som også kom fra Nürnberg, og som havde tilkaldt Baurenfeind for at hjælpe med at stikke tavlerne til Terkel Klevenfeldts værker. Han omtales fra 1753 og vandt den store sølvmedalje 1754 og den store guldmedalje 1759. I 1760 fik Baurenfeind den opgave som tegner at ledsage Carsten Niebuhrs ekspedition til Arabien. Baurenfeind modtog Akademiets stipendium for 1761-63 og fik 19. marts 1761 udstedt rejsepas over Marseille, Konstantinopel til Egypten, Det Røde Hav og tilbage, men døde på rejsen i 1763. Han var formentlig ugift. Han nåede inden sin død at udføre en hel del fortræffelige tegninger, hvoraf især hans akvareller af blomster bør fremhæves. 
Hans kobberstukne værker fremstår i en grov sydtysk stregteknik, men i de to glimrende sortkunstblade med portrætterne af Moltke og Rosenkrantz fornemmes en sikkerhed i udtrykket, der står i stærk kontrast til hans kobberstik. Han er repræsenteret i Kobberstiksamlingen.

## Værker
- Tegninger fra ekspeditionen til Arabien (senere stukket i kobber af J.F. Clemens, Carl de Fehr, brødrene Georg og Meno Haas m.fl.) til Carsten Niebuhr: Beschreibung von Arabien, 1772; og Reisenbeschreibung nach Arabien und andern umliegenden Ländern, 1774- 78, 1. bd.; forlæg for Carsten Niebuhr: Icones rerum naturalium, 1776 (stukket af Meno Haas, håndkoloreret eksemplar i Det Kongelige Bibliotek og Botanisk Centralbibliotek)

Portrætter:
- Stik til Terkel Klevenfeldt: Nobilitas Daniae ex monumentis, København 1777.
- Adam Gottlob Moltke (sortkunst, 1755, efter maleri af Carl Gustaf Pilo)
- Iver Rosenkrantz (sortkunst, 1757, efter maleri af Johann Salomon Wahl)
- Skuespillerinden Anna Catharina von Passow, født von der Lühe (ca. 1757, efter profilbillede i voks af Johan Ephraim Bauert)
- Moses ved den brændende tornebusk (1759, store guldmedalje)
- Portrætstik (1760-62) til Mauritz Frydensberg: Det danske Oldenburgske Konge-Hus i Vers og Kobber, 1763.